# Ulrich Tadday
Ulrich Tadday (* 1963 in Gelsenkirchen) ist ein deutscher Musikwissenschaftler und Hochschullehrer an der Universität Bremen.

## Leben und Wirken
Ulrich Tadday studierte von 1983 bis 1988 Musikwissenschaft, Musikerziehung, Philosophie und Germanistik an der Ruhr-Universität Bochum sowie an der Universität Dortmund. Nach Referendariat und Zweiten Staatsexamen arbeitete er drei Jahre lang als Musiklehrer an Gymnasien in den Sekundarstufen I und II.
Tadday wirkte als wissenschaftlicher Mitarbeiter des Lehrstuhls für historische Musikwissenschaft des Institutes für Musik und ihre Didaktik der Universität Dortmund. Dort wurde er 1992 promoviert und habilitierte sich 1998 als Stipendiat der Deutschen Forschungsgemeinschaft mit einer Arbeit über die Ästhetik, Kritik und Geschichte der romantischen Musikästhetik.
Im September 2002 trat Tadday die Professur für Historische Musikwissenschaft im Studiengang Musik/Musikwissenschaft des Fachbereiches Kulturwissenschaften der Universität Bremen an. Der Schwerpunkt von Taddays Forschung liegt in der Musikgeschichte und Musikästhetik der Neuzeit, insbesondere des 17. bis 21. Jahrhunderts.
Seit 1998 war Tadday als Fachbeirat für die Enzyklopädie Die Musik in Geschichte und Gegenwart tätig und seit 2004 ist er Herausgeber der Reihe Musik-Konzepte.
2021 wurde Tadday in die Academia Europaea gewählt.

## Publikationen (Auswahl)
- Die Anfänge des Musikfeuilletons: der kommunikative Gebrauchswert musikalischer Bildung in Deutschland um 1800. J .B. Metzler, Stuttgart 1993.
- Das schöne Unendliche. Ästhetik, Kritik, Geschichte der romantischen Musikanschauung. Metzler, Stuttgart/Weimar 1999, ISBN 3-476-01664-1 .
- als Hrsg.: Schumann-Handbuch. Metzler/Bärenreiter, Stuttgart/Weimar/Kassel 2006, ISBN 978-3-476-01671-3.